# Maurice Crouzet
Pour les articles homonymes, voir Crouzet.
Maurice Crouzet, né le 10 décembre 1897 à La Roche-sur-Yon et mort le 19 janvier 1973 à Paris, est un historien français, inspecteur général d'histoire.

## Biographie
Né en 1897 à La Roche-sur-Yon, il entre en khâgne au lycée Condorcet (Paris) en 1915. Mobilisé pendant la Première Guerre mondiale, il doit interrompre la préparation à l’École normale supérieure de la rue d'Ulm à cause de sa mobilisation. Il est reçu à l’agrégation d’histoire en 1922. Il exerce alors à Limoges puis Nantes. En 1928, il est nommé au lycée Janson-de-Sailly (Paris) puis, en 1937, il enseigne en khâgne à Condorcet.
Il est un fervent antimunichois et antipétainiste.
En 1943, il est rétrogradé par Abel Bonnard, ministre du régime de Vichy, parce qu'il montre trop de sympathie à l'égard de la Résistance ; il enseigne alors dans les classes secondaires du lycée Louis-le-Grand.
À la Libération, il est nommé quelques mois directeur de cabinet de Pierre-Henri Teitgen au ministère de l’Information. Il devient ensuite inspecteur général jusqu'en 1968.
Maurice Crouzet dirige une collection très novatrice en sept volumes : Histoire générale des civilisations, aux Presses universitaires de France. Il rédige lui-même le septième volume : L'époque contemporaine ; à la recherche d'une civilisation nouvelle, qui traite de la période 1914-1954.
De 1929 à 1973, il est rédacteur en chef de la Revue historique.
Maurice Crouzet est le père du professeur Michel Crouzet, spécialiste de la littérature romantique et du professeur François Crouzet, historien et économiste, spécialiste de la Grande-Bretagne qui épousa Françoise Dabert-Hauser, la petite fille de Henri Hauser, historien, géographe et économiste, qui fut un ami et un collègue de longue date. Ils sont donc tous deux (?) les grands-pères du professeur Denis Crouzet, historien également et seizièmiste.

## Publications
- Maurice Crouzet et Georges Huisman, Aide-mémoire d'histoire moderne.
- Maurice Crouzet, L'époque contemporaine ; à la recherche d'une civilisation nouvelle, (tome 7 de l'Histoire générale des Civilisations), Paris, Presses universitaires de France, 1957.
- Maurice Crouzet (dir.), Le Monde depuis 1945 : les Pays riches et la troisième révolution industrielle, Paris, Presses universitaires de France, coll. « Peuples et Civilisations », 1973, deux tomes.